# Brigueil-le-Chantre
Brigueil-le-Chantre é uma comuna francesa na região administrativa da Nova Aquitânia, no departamento de Vienne. Estende-se por uma área de 53,79 km². Em 2010 a comuna tinha 514 habitantes (densidade: 9,6 hab./km²).